# OM Lupetto
L'OM Lupetto, en réalité Lupetto 25, était un camion de moyen tonnage fabriqué par le constructeur italien OM de 1958 à 1970. Il fait partie de la série « zoologique » comme l'ont qualifiée les routiers italiers. En effet OM a baptisé ses camions de moyen tonnage avec des noms d'animaux. Leoncino = petit lion, Tigrotto = petit tigre, Lupetto = petit loup  etc.

## Histoire
Après avoir lancé avec grand succès le Leoncino en 1950, OM décida en 1958 d'élargir sa gamme de camions et présenta le Tigrotto et le Lupetto. Tous deux dérivant du Leoncino mais le Tigrotto avec un PTC de 10,0 t et le Lupetto limité à 5,0 tonnes.
Ce camion était assez proche du Leoncino mais était plus long et répondait mieux aux tâches les plus difficiles avec une mécanique plus puissante. Sa charge utile était sensiblement identique, 3,0 t. 
Il servira également de châssis pour autobus midi, pour les premiers mobilhomes et d'engins spéciaux d'aéroports.
Le moteur était un fabuleux 4 cylindres en ligne diesel, à injection directe de 4 397 cm3 de 85 ch dans la première série et de 4 561 cm3 de 92 ch dans la seconde génération du camion. Il disposait d'une boîte de vitesses à 5 rapports avant ; la charge utile était de 3,0 tonnes.
C'est la série Fiat/OM 40,50,60,65,70  qui remplacera cette gamme OM.
Le fameux 40NC sera commercialisé sous les marques OM, Fiat V.I., Unic (en France), Saurer (en Suisse), Steyr (en Autriche) et Bussing puis Magirus en Allemagne.
Le 40 NC a conservé le moteur, la boîte de vitesses, les freins, le châssis et une grande partie de la carrosserie de la cabine. Il est vrai que la distinction n'était pas évidente pour les non spécialistes. 
Ce sera plus tard les séries "Z" Zeta et TurboZeta qui prendront la relève, avec le label Iveco.